# Aeroporto di El Fuerte
L'Aeroporto di El Fuerte (ICAO: MM79) è un aeroporto situato a El Fuerte, città situata nel nord dello stato di Sinaloa, in Messico. L'aeroporto è usato esclusivamente per l'aviazione generale.